# Neaethus jacintiensus
Neaethus jacintiensus är en insektsart som beskrevs av Doering 1939. Neaethus jacintiensus ingår i släktet Neaethus och familjen sköldstritar. Inga underarter finns listade i Catalogue of Life.